# Котёл (военное дело)

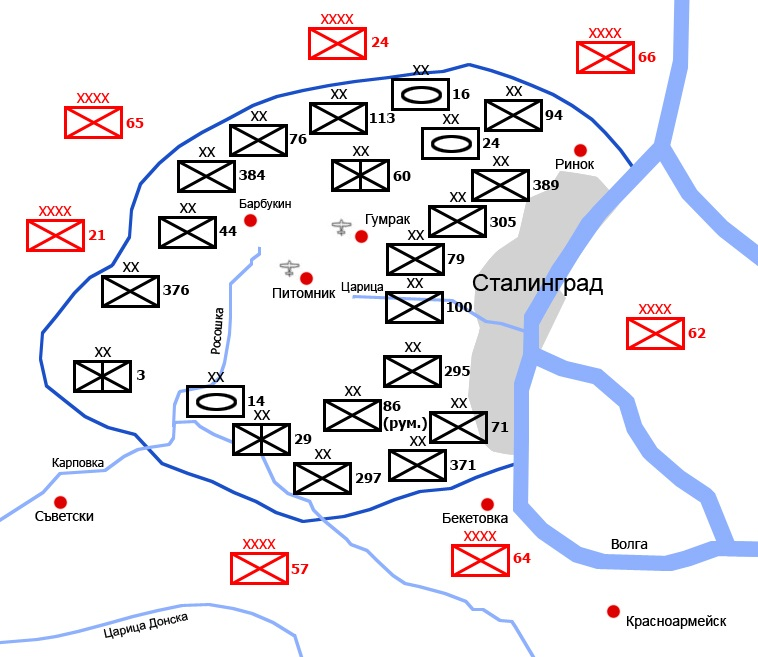
Сталинградский котёл накануне уничтожения (1943).

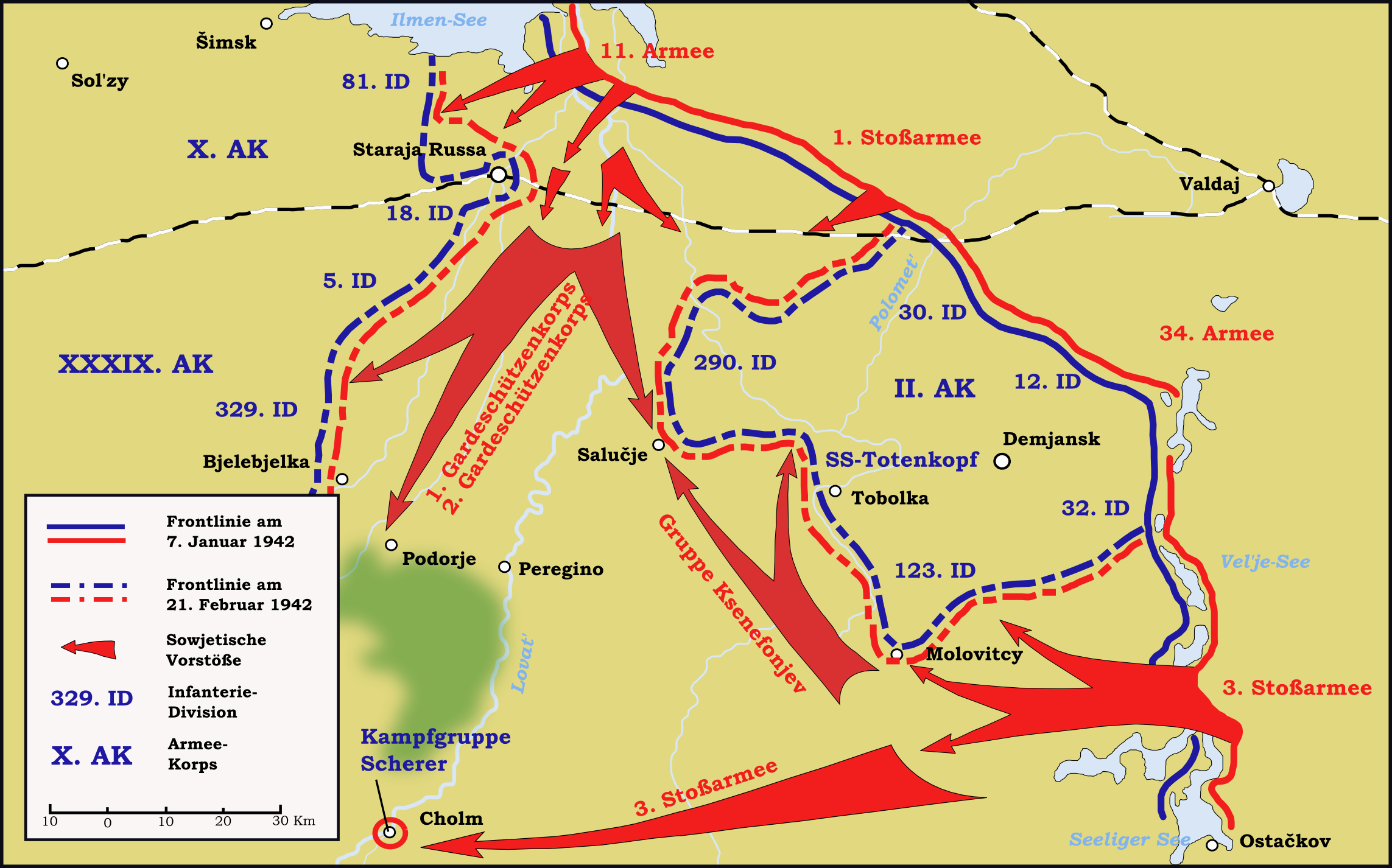
«Демянский котёл»

Курская дуга как крупный выступ на линии фронта, чреватый последующим окружением («котлом»)

Котёл (Мешок, Кольцо, Окружение) (военный жаргон) — территория с имеющимися на ней войсковыми соединениями, линия фронта вокруг которой замкнута противником, что означает полное (и плотное, в отличие от тактического окружения) окружение этих войск, попадание их в кольцо неприятельских войск («попасть в котёл» — попасть в (полное) окружение), из которого уже невозможен их организованный отвод.
Обычно применяется по отношению к крупным войсковым соединениям (см. «Вяземский котёл», «Киевский котёл», «Уманский котёл», «Демянский котёл» и пр.).
Предпосылкой «попадания в котёл» является наличие выступа на линии фронта. Крупнейшие выступы в военной истории имеют название дуга, например, Курская дуга.

## Этимология
Имеет происхождение от нем. in den Kessel geraten — попасть в окружение, букв. «попасть в котёл».
Немецкая тактика «молниеносной войны» базировалась на многочисленных охватах («клещах»), в результате которых в котлах различных размеров оказывались войсковые формирования вплоть до объединений. Это породило новое слово «окруженец», то есть человек, попавший или побывавший в окружении. Окружение же, Einkesselung, Kessel по-немецки дало и русскую кальку — «котёл».